# Plenitudo potestatis
Plenitudo potestatis (лат. «полнота власти») — доктрина в католицизме и термин римского канонического права, означающий полноту власти папы римского. При своём первом появлении в V веке и в раннем Средневековье термин использовался для описания делегированной власти папских легатов, а не власти самого папы. Начиная с конца XII века данная концепция обозначает притязания папства на главенство не только в Христианской церкви, но и над народами. К середине XIII века на основе идеи «plenitudo potestatis» сложилась иерократическая политическая концепция, обосновывающая притязания папы на полноту духовной и мирской власти. В посланиях папы Иннокентия III высказывалась не только идея о возможности вмешательства в дела всех церквей, но также и о положении папы как источника авторитета в них. Более того, согласно Иннокентия III, папская plenitudo potestatis ставит понтифика не только выше любого из иерархов церкви, но и выше закона (supra ius). Ещё дальше пошёл Иннокентий IV, полагавший, что полнота его власти распространяется не только на христиан, но и на язычников

## Развитие идеи «plenitudo potestatis»

### От папы Льва I до Грациана
Впервые выражение plenitudo potestatis появилось в письме папы Льва I (440—461) к епископу Анастасию Фессалоникийскому. В своём послании понтифик упрекал епископа за излишнюю суровость и напоминал, что тот, обладая делегированными полномочиями (vices) как папский легат, имеет лишь частичную ответственность (in partem sollicitudinis), но не полноту власти (not in plenitudinem potestatis). Как отмечает американский историк Роберт Бенсон, высказывание Льва имело не юридический, а богословский смысл (1Кор. 10:26, Пс. 23:1 и др.). Таким образом, изначально термин plenitudo potestatis употреблялся в контексте различения с делегированной властью pars sollicitudinis. Послание Льва к Анастасию в Средние века включалось в сборники папских документов и было известно канонистам. В 833 году выражение появилось в адресованной епископам «Галлии, Европы, Германии и всех провинций» декреталии папы Григория IV (827—844). В документе сомнительной подлинности в связи обвинениями в адрес епископа Ле-Мана Альдрик говорится о праве обвиняемого обратиться к Римскому престолу и находиться под его защитой до полного рассмотрения дела. Послание Григория, составленное в сходных с посланием Льва выражениях, значительно смещало акценты понятий, поскольку там, где у Льва говорилось о делегировании персональной власти, у Григория безлично говорилось о «Римской церкви» и «прочих церквях». С другой стороны, суд над епископом с начала V века относился к «maiores causae» и потому к ведению понтифика, то есть само по себе использование Григорием новой формулировки не привело к возникновению изменения в праве. Декреталия Григория IV послужила образцом для включённого в собрание Лже-Исидора добавления к подлинному письму папы Вигилия (537—555), в котором разъяснялись понятия plenitudo potestatis и pars sollicitudinis. Согласно Псевдо-Вигилию, из факта, что никто не может отрицать первенство папы римского, легко выводилась производная природа авторитета поместных церквей. Все обращения епископов по важным поводам и касающиеся высших иерархов должны рассматриваться в Риме, и по ним Святой Престол обладает «полнотой власти».
В ходе реформаторского движения середины XI века канонисты обратились к классическим определениям «plenitudo potestatis». Термин появился в трудах Ансельмо ди Лукка, Деусдедита и Боницо Сутрийского, однако в то время не получил самостоятельного значения. В получившем широкое распространение каноническом сборнике «74 титулов» первые два раздела были посвящены первенству папы и обсуждению plenitudo potestatis на основе текстов Григория IV и Псевдо-Вигилия. Сборник использовался в полемике времён понтификата Григория VII (1073—1085). Хотя папа сам и не употреблял выражения plenitudo potestatis, но знал о pars sollicitudinis и послании Льва I. Также понятия были известны сторонникам его реформ Бернольду Констанцскому и Аттону Миланскому, игнорировавшим различия в трактовке понятий у Льва I и последующей традиции. К концу XI века о первоначальным смысле выражения plenitudo potestatis вспоминали редко. Показательным исключением стал случай, когда низложенный и отлучённый архиепископ Реймса Манассия ссылаясь на послание Льва доказывал, что папский легат Гуго де Ди превысил свои полномочия. Позднее, заняв пост архиепископа Лиона, Гуго сам прибег в основанной на письме Льва аргументации, когда Иво Шартрский не заручился его разрешением для посвящения в епископы Орлеана. По мнению Гуго, такое согласование требовалось в силу его достоинства легата, и в обоснование он приводил пример из того же длинного письма папы Льва к Анастасию, из которого следовало, что для посвящения епископов необходимо согласие митрополита, действующего в рамках своих викарных полномочий. В свою очередь Иво, также знакомый с данным текстом, доказывал, что полномочия легата являются персональными, а не вытекающими из их должности, и могут быть в отдельных случаях больше или меньше; не зная точных границ полномочий Гуго, Иво не мог знать, требовалось ли ему разрешение или нет. В своём собственном труде по каноническому праву «Decretum» (1094) Иво писал, что викарии Римского престола не могут обладать полнотой апостольской власти, и многие прелаты были согласны с ним. Боницо Сутрийский связывал права pars sollicitudinis иерархов с паллием, право ношения получали от папы лишь избранные из них.
Окончательно оба выражения вошли в юридический язык католических правоведов после появления терминов в «Декретах» Грациана. Итальянский правовед привёл два толкования понятия plenitudo potestatis, причём оба не в связи с понтификальной властью: как полноту власти епископа в пределах своей юрисдикции, и в связи с полномочиями митрополитов в отношении клириков своих суффраганов. По второму вопросу Грациан написал, фактически, небольшой трактат, в котором утверждал, что архиепископ, обладаю полнотой власти в своих провинциях, может произвольно осуждать или миловать клириков. Таким образом, отношения полномочий между архиепископом и его подчинёнными епископами также описывались как plenitudo potestatis и pars sollicitudinis. В целом, хотя у ранних декретистов термин использовался ограниченно, канонисты активно его обсуждали. Его пригодность для выражения идеи примата папы отмечал Бернард Клервоский.

### От Иннокентия III до Иннокентия IV
К 1200 году, приобретя широкое распространение среди декретистов, термин plenitudo potestatis ещё не имел той связи с идеей абсолютной власти, которую приобрёл впоследствии. Встречались и другие выражения со сходным смыслом (plena potestas, plena auctoritas, plenaria potestas, plena et libera administrate), применяемые к высшим церковным иерархам и, прежде всего, к папе и его представителям. В связи с «полнотой власти» епископов существовала дискуссия о том, получают ли они свою власть сразу после избрания или после утверждения — ситуация, не возникающая в случае папы, приобретающего свои полномочия немедленно после избрания. Канонисты вкладывали в понятие plenitudo potestatis два различных смысла. С одной стороны, термин обозначал власть, возлагаемую в любом сообществе на его главу посредством акта избрания; согласно Угуцию, такие полномочия имели папа и Император Священной Римской Империи. С другой стороны, в узком смысле он обозначал отношение Римской церкви по отношению ко всем прочим церквям. Согласно «Декретам», второе понимание не предполагало, что папская plenitudo potestatis радикально отличается от власти епископов, имелось лишь в виду, что полномочия понтифика не ограничены географически. Угуций полагал, что plenitudo potestatis папы позволяет понтифику осуществлять над всеми церквями такую же власть, какой каждый епископ обладает в своём диоцезе.
В развиваемой католическими канонистами теории верховенства папской власти, идея plenitudo potestatis, объединяющая полноту власти в церкви и в бренном мире, имела основополагающее значение. Основные принципы относительно взаимоотношения между властью папы и светских владык — их власти различны, но взаимосвязаны, и духовная власть выше — средневековые правоведы возводили к папе Геласию I (492—496). В их интерпретации, в посланиях папы по поводу императора Анастасия I обосновывалось право понтифика смещать порочного правителя. Священники, обладая властью над душами людей, могут судить и об их поведении, определяя, что приемлемо, а что наказуемо. Наказанием могло быть исключение из societas fidelium («сообщества верующих») и осуществлялось через власть imperium spirituale. Из ранних декретистов таких взглядов придерживался Угуций Пизанский. С точки зрения канонического права представлял интерес частная проблема природы взаимоотношений между папой и императором, по которому было высказано множество различных точек зрения. К концу XII века вопрос свёлся к определению юридической значимости церемонии коронации императора папой. Преобладающая среди канонистов идея подчинения императорской власти папе нашла своё наиболее полное выражение в декреталии «Venerabilem» ученика Угуция, папы Иннокентия III (1198—1215). В документе 1202 года папа, рассматривая процедуру выбора императора в контексте теории двух мечей, провёл аналогию между коллегией имперских выборщиков и церковным капитулом, избирающим епископа. При таком подходе, на папу возлагалась ответственность за тщательное рассмотрение кандидата, чтобы он не был богохульником или тираном, и за корректностью процедуры избрания. Его другая декреталия «Per Venerabilem» провозгласила право папы осуществлять легитимацию детей, равно как и объявлять законным некоторые другие явления бренного мира на основе принципа imperium sacerdotii. В другой своей знаменитой декреталии «Solite» Иннокентий III толковал папскую власть на основе
Иер. 1:10 («Я поставил тебя в сей день над народами и царствами»). В целом, в трудах Иннокентия III понятие plenitudo potestatis приобрело практический смысл и было разъяснено его применение.
Значительное развитие, которое претерпела теория мирской власти папы в понтификат Иннокентия IV (1243—1254), исследователи характеризуют как «максималистскую» и «крайнюю» интерпретацию сложившихся ранее принципов канонического права. Его вклад в теорию plenitudo potestatis стал одним из орудий борьбы с императором Фридрихом II. Отстаивая своё право низложения императора, Иннокентий опирался на радикальное толкование достижений своих предшественников — декреталий Иннокентия III, сложившееся понимание права связывать и разрешать, положения папы как викария Христа.

## Дискуссия о границах папской власти
В середине XIII века понятие plenitudo potestatis было воспринято католическим богословами. Бонавентура придавал ему троякое значение: только папа обладает авторитетом Христа в церкви, полнота власти папы в церкви и производность любой власти от власти папы. Согласно Бонавентуре, обладание plenitudo potestatis означает обладание как сакральной властью, так и юридическим правом отлучения от церкви. Эгидий Римский утверждал, что папа обладает plenitudo potestatis, поскольку любое решение папы относительно любого из священников не требует чьего-либо участия. Джакомо да Витербо смотрел на plenitudo potestatis ещё шире, выделяя в нём шесть значений: никто в церкви не может быть неподвластен папе, в руках папы сосредоточена все переданная Богом мирская и духовная власть, вся власть в церкви производна от власти папы, никто из людей не превосходит властью папу, власть папы никем из людей не ограничена, но ограничивает всех, и, наконец, папа не ограничен ни законами, ни собственными установлениями.
Среди противников расширительного толкования plenitudo potestatis был английский философ Уильям Оккам, в 1337 году активно включившийся в политическую борьбу. Ранее он написал ряд трактатов, в которых обвинял пап Иоанна XXII (1316—1334) и Бенедикта XII (1334—1342) в ереси. В произведениях, написанных после 1337 года («An princeps», «Breviloquium de principatu tyrannico», «Octo quaestiones de potestate papae», «De imperatorum et pontificum potestate» и «III Dialogus I»), Оккам рассуждал о природе папской власти и еретичности самой идеи о том, что папа может выносить окончательные суждения по любым вопросам веры. Против притязаний римского престола на светскую власть в своём трактате «Защитник мира» (1324) выступил Марсилий Падуанский.